# Гагарський
Гага́рський (рос. Гагарский) — селище у складі Білоярського міського округу Свердловської області.
Населення — 1786 осіб (2010, 1765 у 2002).
Національний склад станом на 2002 рік: росіяни — 91 %.